# Sernaglia della Battaglia
Sernaglia della Battaglia ist eine nordostitalienische Gemeinde (comune) mit 6077 Einwohnern (Stand 31. Dezember 2023) in der Provinz Treviso in Venetien. Die Gemeinde liegt etwa 25 Kilometer nordnordwestlich von Treviso. Südlich begrenzt der Piave die Gemeinde. 

## Geschichte
Den Namenszusatz della Battaglia erhielt die Gemeinde 1924 in Erinnerung an die Schlachten des Ersten Weltkrieges.